# Mies (Fluss)
Die Mies (tschechisch Mže), deutsch in Abgrenzung zur gleichnamigen Stadt auch Miesa, ist der linke  Quellfluss der Berounka  in Deutschland und Tschechien.

## Name
Der Fluss wird 1125 als Msa erstmals urkundlich erwähnt. Der Name könnte auf das germanische Wort *Migja für 'Harn' zurückgehen.

## Flusslauf
Die Mies entspringt als Retterbach im äußersten Nordosten der bayerischen Oberpfalz im Griesbacher Wald, einem nördlichen Teil des Oberpfälzer Waldes. Ihre Quelle befindet sich südlich des Ortsteils Asch bei der Wüstung Aschersreuth in der Gemeinde Mähring. Auf seinem nach Südosten führenden Oberlauf durchfließt der Retterbach die zur Gemeinde Bärnau gehörigen Einschichten Obere Kellermühle und Untere Kellermühle. An der Unteren Kellermühle vereinigt sich der Retterbach mit weiteren sieben namenlosen Quellbächen zum Reichenbach.
Nach 2,34 km Fließstrecke erreicht der Reichenbach die deutsch-tschechische Grenze und bildet danach auf 1,39 Kilometern den Grenzbach, bevor er an den Reichenwiesen gänzlich auf tschechisches Gebiet fließt. Nachfolgend erreicht der Bach Branka, wo er im Olšový rybník gestaut wird. Anschließend stürzt die Mže unterhalb der Wüstung Nový Hamr (Neuhammer) in der Stromschnelle Rumpel mit starkem Gefälle über Felsblöcke und überwindet dabei zehn Höhenmeter. Entlang des Laufes des Baches durch die Podčeskoleská pahorkatina (Vorland des Oberpfälzer Waldes) folgen die Wüstungen Ruhberghammer, Zahnhammer und Třetí Hamr (Dritter Hammer) sowie die Orte Dolní Výšina und Obora. Danach wird die Mže zwischen Na Křižovatce, Milíře, Mýto und Svobodka im Stausee Lučina gestaut; das direkt an der Trinkwassertalsperre gelegene Dorf Lučina und das ehemalige Krohawerk wurden devastiert, die Ansiedlungen Sorghofský mlýn (Sorghöfner Mühle), Pocher und Hamr (Waffenhammer) überflutet. Den Namen Reichenbach behielt die Mže früher auch in Böhmen bis zur Einmündung des Lužní potok (Schönwalderbach) am Waffenhammer.
Unterhalb der Staumauer fließt der ab hier im deutschen Sprachgebrauch Mies bzw. Miesa genannte Bach an Světce vorbei durch das tief eingeschnittene Aglaiental (Aglaino údolí) nach Tachov; benannt wurde das Tal im Jahre 1839 zu Ehren von Aglae zu Windisch-Graetz (1818–1845). Am östlichen Stadtrand von Tachov überquert die Bahnstrecke Domažlice–Tachov den Bach. Mit östlicher Richtung fließt die Mže danach vorbei an Oldřichov, Vilémov, Bíletín, Lom u Tachova, Lomský Mlýn, Klíčov und Kočov durch die Tachovská brázda (Tachauer Furche) nach Ústí nad Mží.
Anschließend windet sich der Bach mit östlicher, später südöstlicher Richtung in einem tief eingeschnittenen felsigen Tal vorbei an Josefová Huť, Pavlovice, Dolní Sedliště, Zliv, Na Drahách, Černý Mlýn, Svahy, Vížka, Veský Mlýn und Víska durch die Bezdružická vrchovina (Weseritzer Bergland). Ab Ústí nad Mží folgt die Bahnstrecke Plzeň–Cheb dem Lauf der Mže. Sie überbrückt zwischen Ústí nad Mží und Josefová Huť den Bach dreimal und führt bei Josefová Huť durch den 220,80 m langen Tunnel Pavlovický. Der Felshang linksseitig der Mže bei Josefová Huť ist seit 1988 auf einer Fläche von 6,4386 ha als Naturreservat Pavlovická stráň unter Schutz gestellt.
Nachfolgend führt das felsige Kerbtal der Mže vorbei an Záhoří, Kozlov, Německý Mlýn, Mlýnské Domky, Ošelín, Valečkův Mlýn, Řebří, Nynkov, Svojšín, Holyně, Jezerce, Milíkov, Nový Mlýn, Machovo Údolí und Vrbice u Stříbra nach Südosten durch die Stříbrská pahorkatina (Mieser Hügelland). Am Haltepunkt Ošelín führt die Bahnstrecke Plzeň–Cheb durch den 52,55 m langen Tunnel Ošelínský und im Felssporn bei Mlýnské Domky durch den 151,78 m langen Tunnel Svojšínský. An der Einmündung des 
Lázský potok nimmt die Mže im Isabellental (Isabelino údolí) nordöstliche Richtung und durchfließt die Stadt Stříbro (Mies). Rechtsseitig des Tals der Mže und ihres Zuflusses Úhlavka erstreckt sich das alte reichhaltige Silberbergbaugebiet, das im Spätmittelalter zur Entstehung der bedeutenden Bergstadt Mies führte. Östlich des Stadtzentrums von Stříbro mündet der Stříbrský potok; 40 Meter vor seiner Einmündung liegen die Wasserfälle Stříbrské vodopády, in den das Bächlein in mehreren Stufen sechs bzw. zwei Meter in die Tiefe stützt. Zwischen der Úhlavkamündung und Nový Dvůr erstreckt sich rechts der Mže eine Bunkerlinie des Tschechoslowakischen Walls.
Vorbei an Svatý Petr erreicht der Fluss bei Vranov den Stausee Hracholusky. Entlang des 22,5 Kilometer langen Stausees liegen die Orte Butov, Válečkův Mlýn, Malovice, Blahousty, Zelenkův Mlýn, Čerňovice, Nový Dvůr, Český Mlýn, Radost, Rájov, Těchoděly und Hracholusky; überflutet ist das ehemalige Dorf Dolany (Dollana). Bei Malovice überquert die Bahnstrecke Pňovany–Bezdružice den Stausee. Linksseitig über dem gefluteten Tal der Mže befinden sich die Burgstätten Vojenský tábor und Staré Lipno. Bei Újezd nade Mží verlässt der Fluss den Stausee mit südöstlicher Richtung.
Anschließend fließt die Mže vorbei an Zámecký Mlýn, der Burgruine Buben, U Chaloupků, Na Svanku und  Dobronice in die Plzeňská kotlina (Pilsener Becken). Der Unterlauf des Flusses führt in Mäandern durch ein breites Tal, an dem die Orte Bdeněves, Město Touškov, Kozolupy, Červený Mlýn und Vochov liegen, in das Stadtgebiet von Pilsen. Dort fließt die Mže an Malesice, Křimice, Radčice, Zámeček und Sylván vorbei. Linksseitig des Flusses erhebt sich zwischen Radčice und Zámeček über dem Schwemmland die Felsschwelle Čertova kazatelna; sie ist seit 1974 auf einer Fläche von 2,4 ha als Naturdenkmal unter Schutz gestellt. Vorbei an Přední Skvrňany und Kalíkovský Mlýn fließt die Mže schließlich nördlich an der Pilsener Innenstadt vorüber, von wo die General-Patton-Brücke und Rooseveltbrücke über den Fluss nach Roudná führen. Nach 103 km vereinigt sich die Mže in Pilsen am Areal der Plzeňský Prazdroj a.s. mit der Radbuza zur Berounka.
Das Einzugsgebiet des Flusses umfasst 1828,60 km², davon liegen 1797,84 km² in Tschechien und 30,76 km² in Bayern.
Die Berounka wurde früher als der untere Flussteil der Miesa betrachtet, erst ab dem 17. Jahrhundert setzte sich allmählich der von der Stadt Beroun abgeleitete Name Berounka/Beraun durch.

## Zuflüsse
- Kamenný potok (r), auf der deutsch-tschechischen Grenze
- Steinbach (l), auf der deutsch-tschechischen Grenze
- Prudký potok (Katzenbach; r), oberhalb von Branka
- Lískový potok (Haselbach; l), unterhalb von Branka
- Wuselbach (l), bei Dolní Výšina
- Ševcovský potok (Gemeindebach; l), im Stausee Lučina
- Sklářský potok (Flötzbach, auch Paulusbrunner Bach; r), im Stausee Lučina
- Tradlbachl (l), bei Svobodka im Stausee Lučina
- Lužní potok (Schönwalderbach; r), im Stausee Lučina
- Mauthbach (r), unterhalb des Stausees Lučina
- Lohbach (r), im Aglaiental bei Světce
- Bílý potok (Weißenbach; l), im Aglaiental bei Světce
- Teufelsbachl (l), im Aglaiental bei Světce
- Luglbach (l), oberhalb von Tachov
- Tachauer Stadtbach (l), in Tachov
- Brtný potok (Zeidelbach; r), bei Oldřichov
- Vítkovský potok (l), bei Vilémov
- Bíletínský potok (l), bei Bíletín
- Lomský potok (l), bei Lom u Tachova
- Sedlíšťský potok (r), bei Kočov
- Vítovický potok (r), bei Ústí nad Mží
- Hamerský potok/Hammerbach (l), bei Ústí nad Mží
- Kosový potok, auch Kosí potok (l), bei Víska
- Veský potok (r), am Haltepunkt Ošelín
- Šárka (Scharka; r), bei Ošelín
- Dolský potok (l), unterhalb von Valečkův Mlýn
- Nynkovský potok (r), in Svojšín
- Černošínský potok (l), unterhalb von Svojšín
- Lomský potok (r), unterhalb von Holyně
- Otročínský potok (l), oberhalb von Nový Mlýn
- Lázský potok (r), unterhalb von Machovo Údolí
- Úhlavka (r), oberhalb Stříbro
- Stříbrský potok (l), bei Stříbro
- Petrský potok (l), oberhalb von Vranov im Stausee Hracholusky
- Sulislavský potok (r), bei Butov im Stausee Hracholusky
- Malovický potok (l), bei Butov im Stausee Hracholusky
- Úterský potok (l), bei Blahousty im Stausee Hracholusky
- Žebrácký potok (l), oberhalb der Wüstung Dolany im Stausee Hracholusky
- Luční potok (l), bei Radost im Stausee Hracholusky
- Hracholuský potok (r), bei Újezd nade Mží
- Úlický potok, auch Plešnický potok (r), an der Burg Buben
- Myslinka (r), bei Bdeněves
- Čerminský potok (l), unterhalb von Červený Mlýn
- Chotíkovský potok, auch Malesický potok (l), bei Malesice
- Vochovský potok (r), bei Křimice
- Radčický potok (l), bei Radčice
- Vejprnický potok (r), in Pilsen am Busbahnhof

## Durchflossene Teiche und Seen
- Mühlweiher, bei der Oberen Kellermühle
- Olšový rybník (Irlweiher; 8 ha), bei Branka
- Stausee Lučina (86,2 ha), bei Svobodka
- Stausee Hracholusky (489,62 ha), bei Újezd nade Mží